# مستشفى ابن النفيس (المغرب)
مستشفى ابن النفيس هو أحد المستشفيات الرئيسية في مراكش، بالمغرب. في فبراير 2001 ، وقّعت الحكومة المغربية اتفاقية قرض بقيمة 8 ملايين دولار مع صندوق الأوبك للتنمية الدولية للمساعدة في تحسين الخدمات الطبية في مراكش وحولها، مما أدى إلى توسيع مساحة مستشفى ابن النفيس ومستشفى ابن طفيل. تم تشييد سبعة مبانٍ جديدة، بمساحة إجمالية قدرها 43,000 متر مربع (460,000 قدم2). تم توفير العلاج الإشعاعي والمعدات الطبية الجديدة، كما تمّ إعادة تأهيل 29,000 متر مربع (310,000 قدم2) من مساحة المستشفى.